# Нижник (карта)
Ни́жник (нім. Unter) — карта німецької, польської та швейцарської колод. Еквівалент валета в колоді французького типу. Наймолодша зі старших карт.
Нижника найчастіше зображають у вигляді зброєносця. Позначається літерою U (від німецького слова Unter).
Характерною ознакою Нижника у німецько-швейцарських колодах є розташування символу масті біля ніг (на відміну від вищого Вишника, у якого символ масті розташований біля голови).[джерело?]

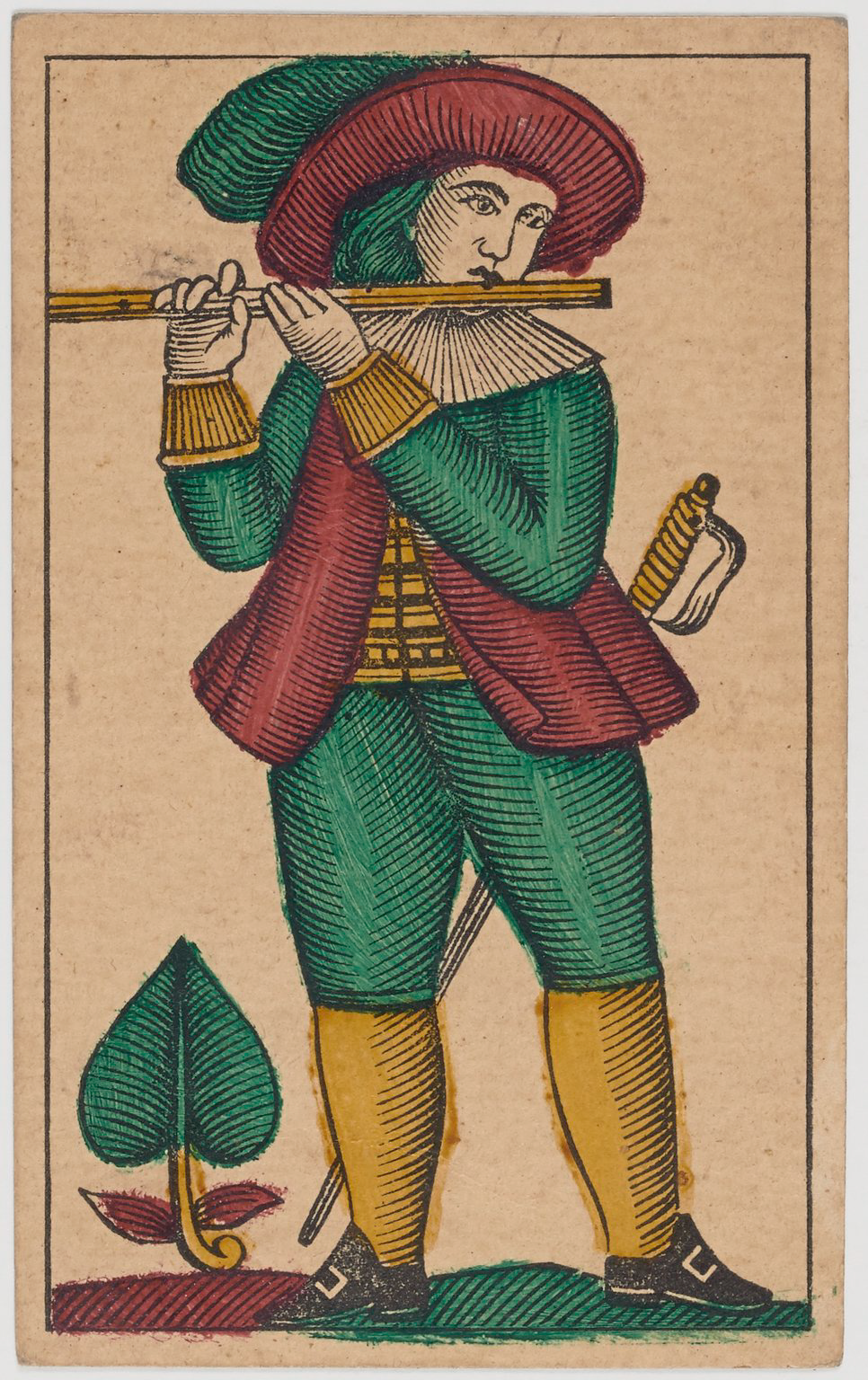
Нижник винової масті
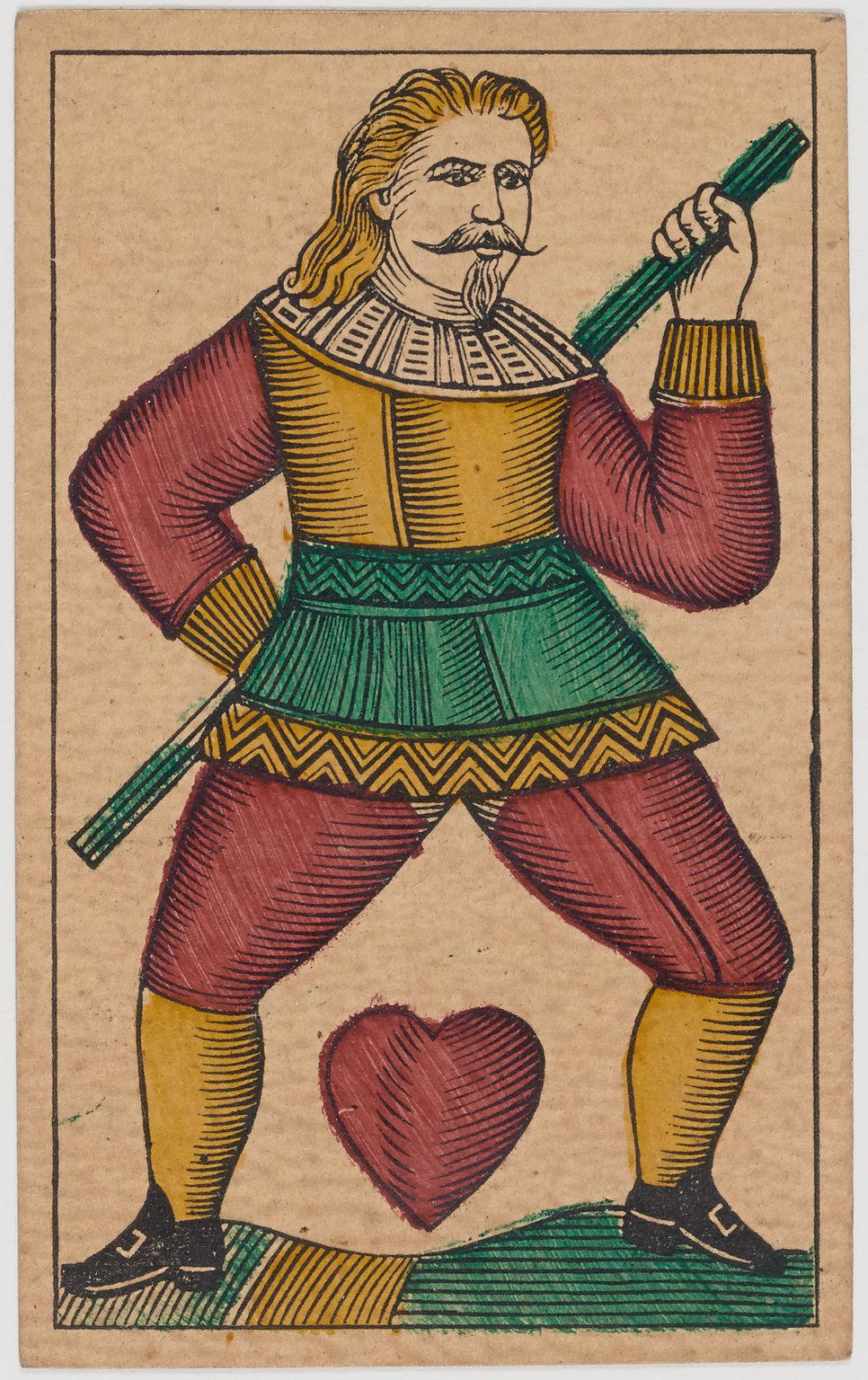
Нижник червової масті
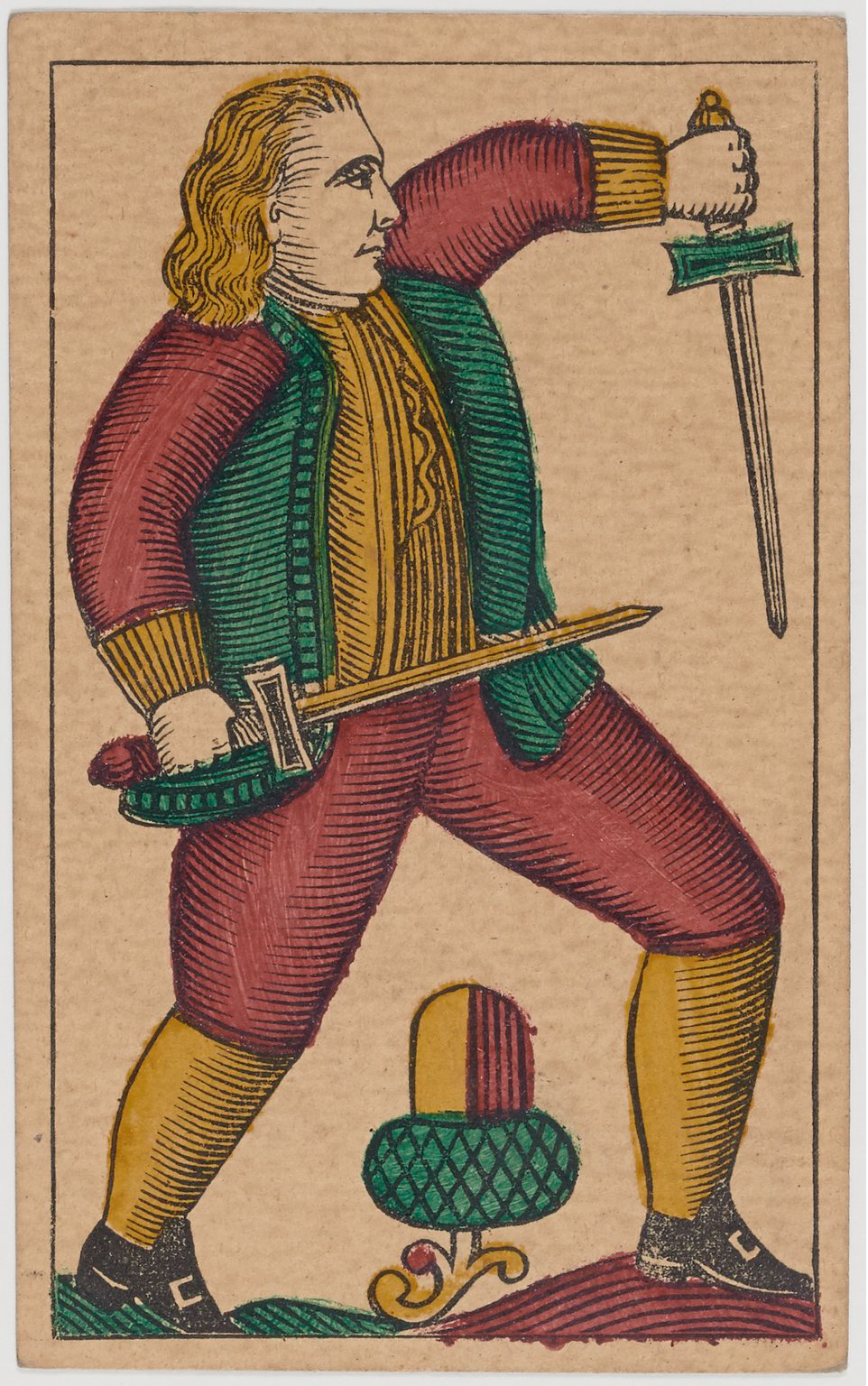
Нижник жирової масті
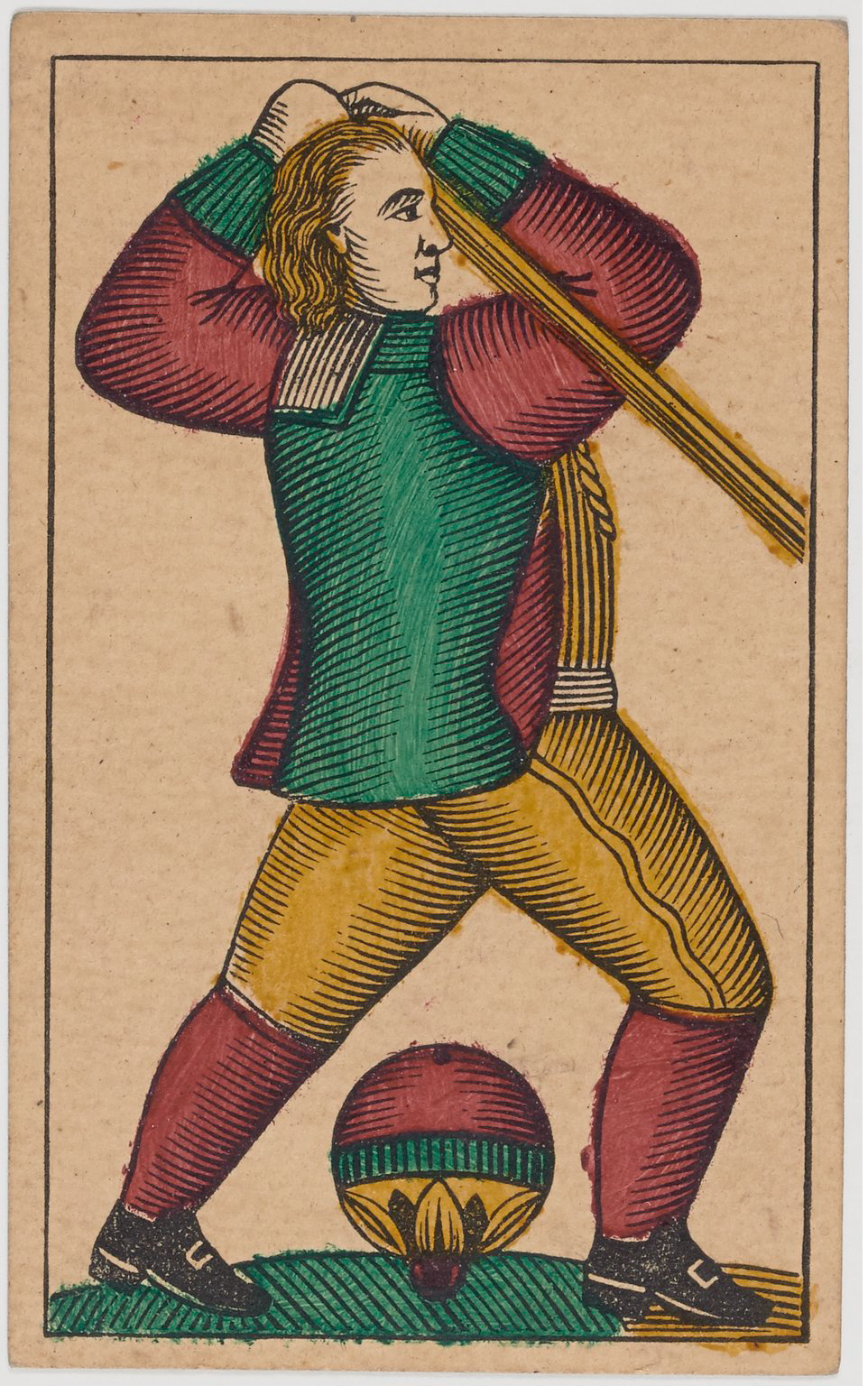
Нижник дзвінкої масті